# Taiyō no Naka no Seikatsu
Taiyō no Naka no Seikatsu (ヘッドフォンチルドレン?) è l'ottavo album della band giapponese The Back Horn, il quinto in studio con una major.

## Tracce
1. Chaos Diver (カオスダイバー, Kaosu Daibā)
2. Apoptosis (アポトーシス, Apotōshisu)
3. Shōmei (証明)
4. White Noise (ホワイトノイズ, Howaito Noizu)
5. Sekai no Hate de (世界の果てで)
6. Tenki Yohō (天気予報)
7. Fighting Man Blues (ファイティングマンブルース, Faitin Man Burūsu)
8. Black Hole Birthday (ブラックホールバースデイ, Burakku Hōru Bāsudei) ＜Album Version＞
9. Ukiyo no Nami (浮世の波)
10. Yurikago (ゆりかご)
11. Hajimete no Kokyū de (初めての呼吸で) ＜Album Mix Version＞